# ماهامان تراوري
ماهامان الحاجي تراوري (بالفرنسية: Mahamane Traoré)‏ (مواليد 31 أغسطس 1988 في باماكو - مالي) لاعب كرة قدم مالي يلعب حاليا لصالح نادي الدرجة الأولى نيس الفرنسي منذ 2005 في مركز الوسط المحوري .

## روابط خارجية
- ماهامان تراوري على موقع الاتحاد الأوربي (الإنجليزية)
- ماهامان تراوري على موقع رابطة كرة القدم الفرنسية للمحترفين (الإنجليزية)
- ماهامان تراوري على موقع قاعدة بيانات كرة القدم.إي يو (الإنجليزية)
- ماهامان تراوري على موقع ليكيب (الفرنسية)
- ماهامان تراوري على موقع ناشيونال فوتبول تيمز (الإنجليزية)
- ماهامان تراوري على موقع Soccerway.com (الإنجليزية)
- ماهامان تراوري على موقع AS.com (الإسبانية)